# La Déposition (Pontormo)
La Déposition  (en italien, Deposizione) est une peinture à l'huile sur bois  datant de 1526 - 1528 environ réalisée par le peintre toscan Jacopo Pontormo. 
L'œuvre qui mesure 313 × 192 cm est visible en la chapelle Capponi de l'église Santa Felicita de Florence.

## Historique
En 1525 Ludovico Capponi, banquier et homme politique florentin confie à Pontormo la décoration de la chapelle qu'il vient d'acheter en l'église Santa Felicita, située Oltrarno, peu distante de son palais. Il souhaite en faire la chapelle funéraire familiale.
Dans la petite coupole d'architecture brunelleschienne, Pontormo dessine à fresque un Dieu le Père perdu mais signalé par Vasari, sur l'autel la Déposition et sur la paroi ouest une Annonciation. Les travaux se déroulent en secret, l'artiste faisant couvrir le tout d'une protection en bois ; ils sont achevés en 1528. 
Pour Vasari, les personnages de la Déposition et de l' Annonciation sont « bien inférieurs à ceux de la voûte », et témoignent de ce qu'il considère être une incertitude et une instabilité stylistiques récurrentes chez Pontormo. Vasari rapporte que « l'ouvrage causa un triste étonnement lorsqu’il [Pontormo] le livra aux regards du public » .
Il existe de nombreux dessins préparatoires conservés au Gabinetto dei Disegni e delle Stampe des Offices.

## Description
Pontormo a fait son autoportrait dans le personnage de Joseph d'Arimathie, à l'extrême droite.

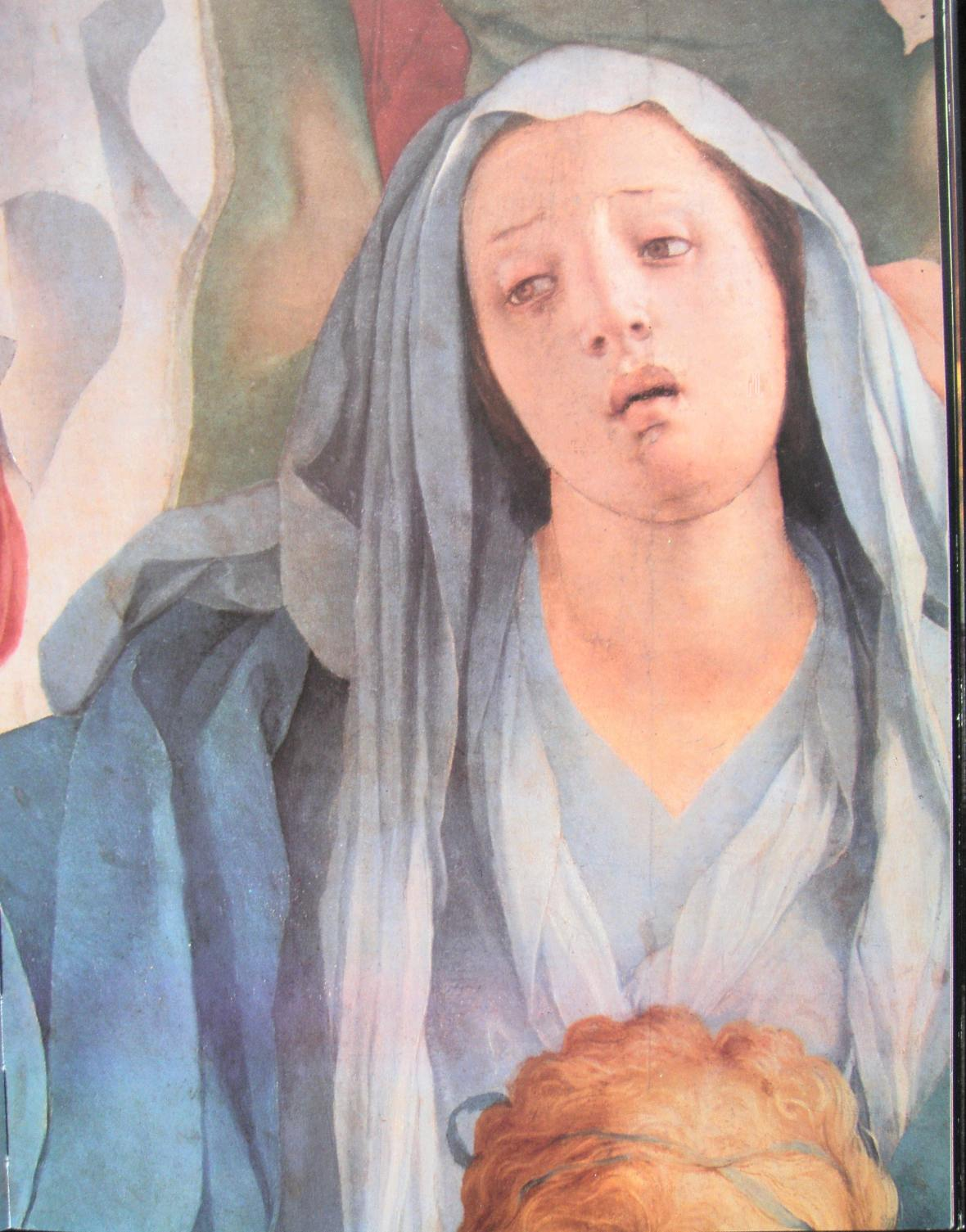
La Vierge des douleurs
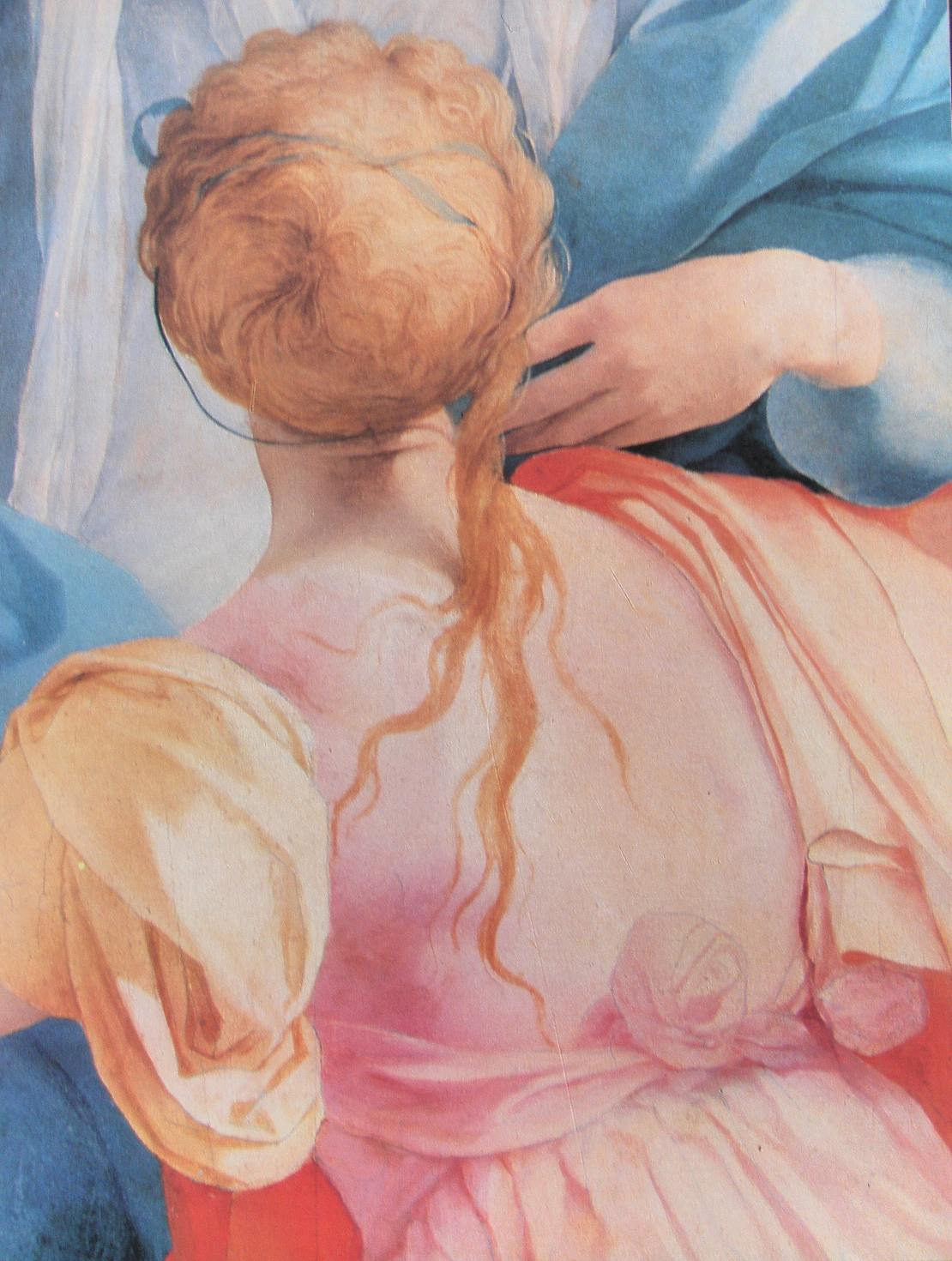
Marie-Madeleine
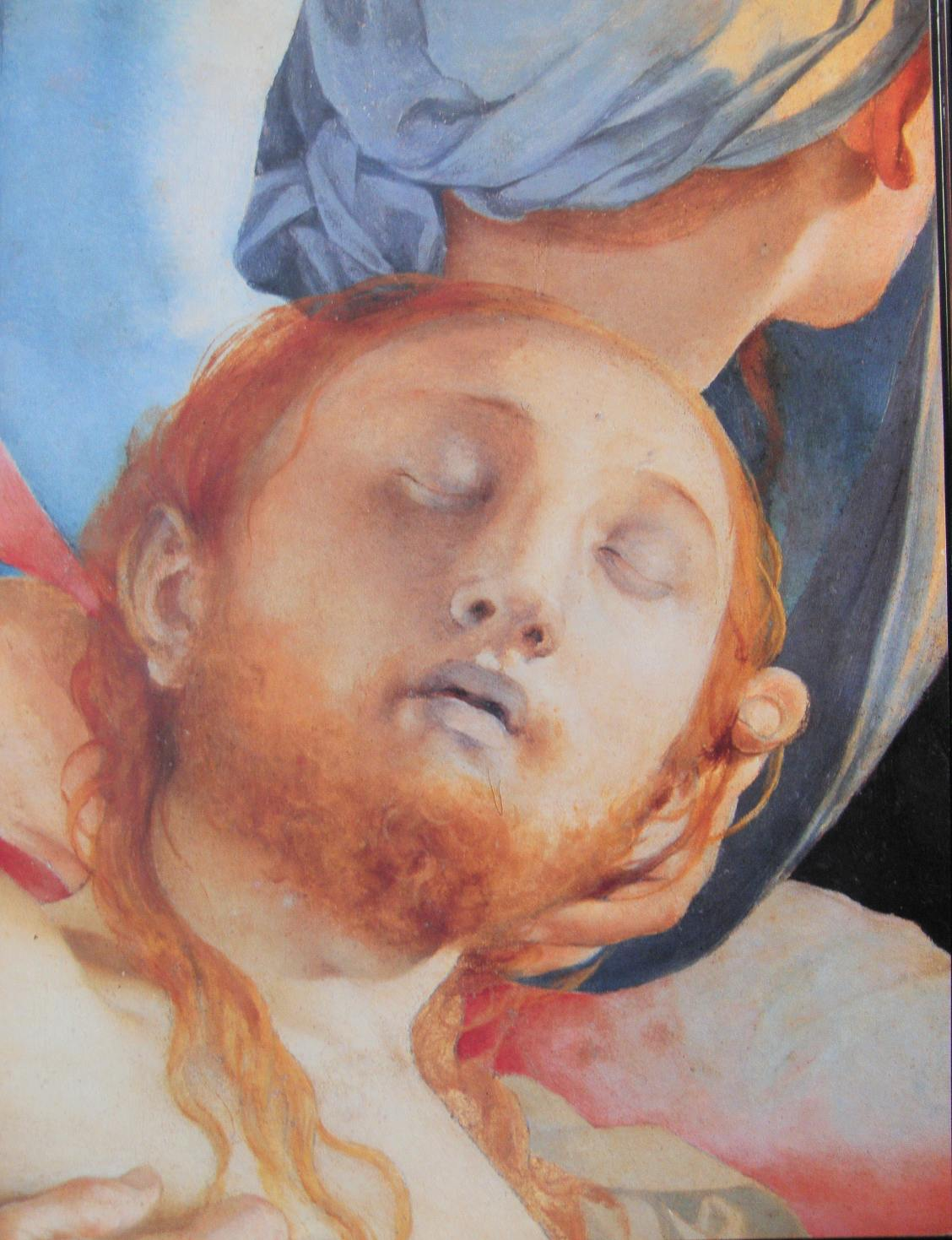
Le Christ mort
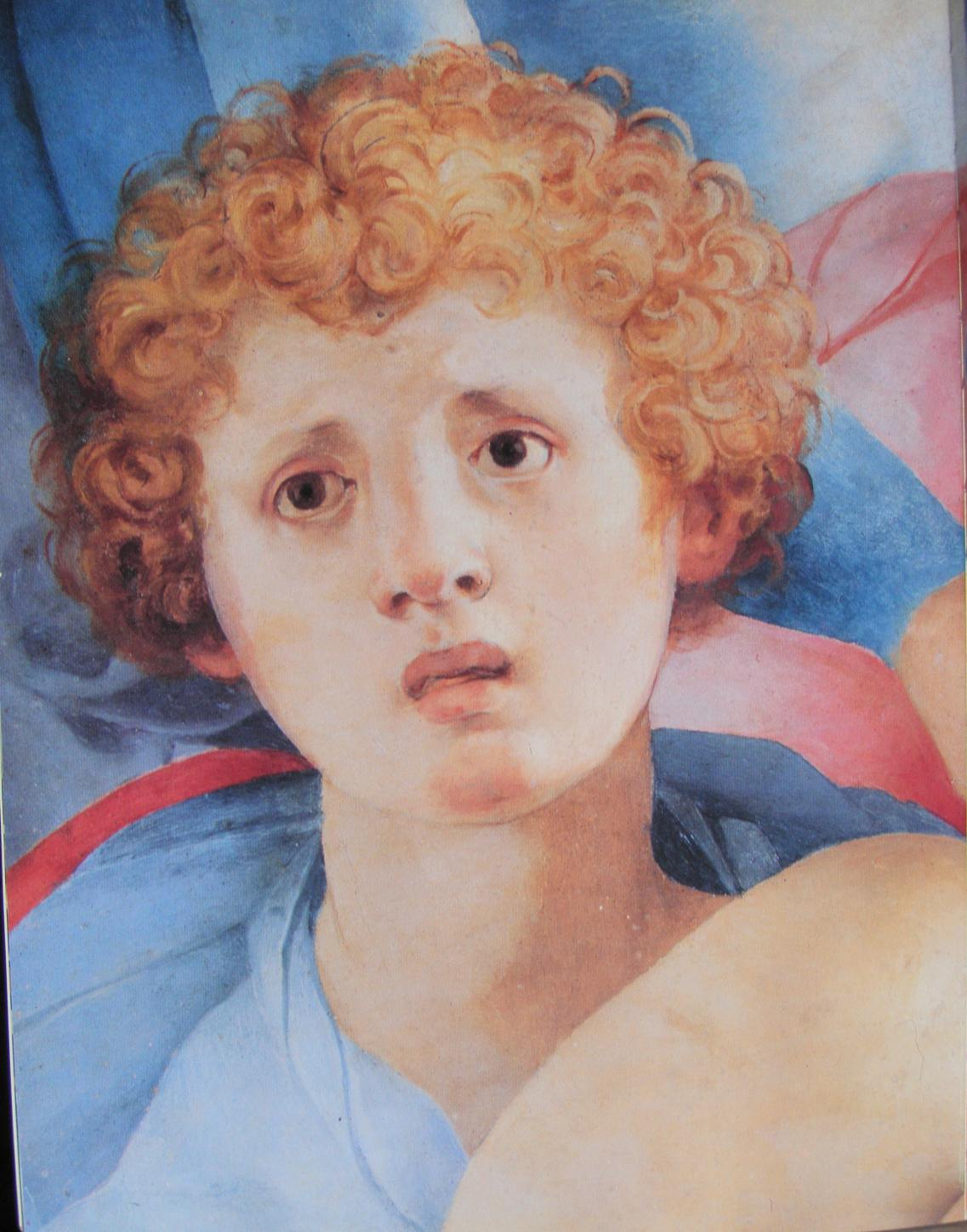
Un Ange
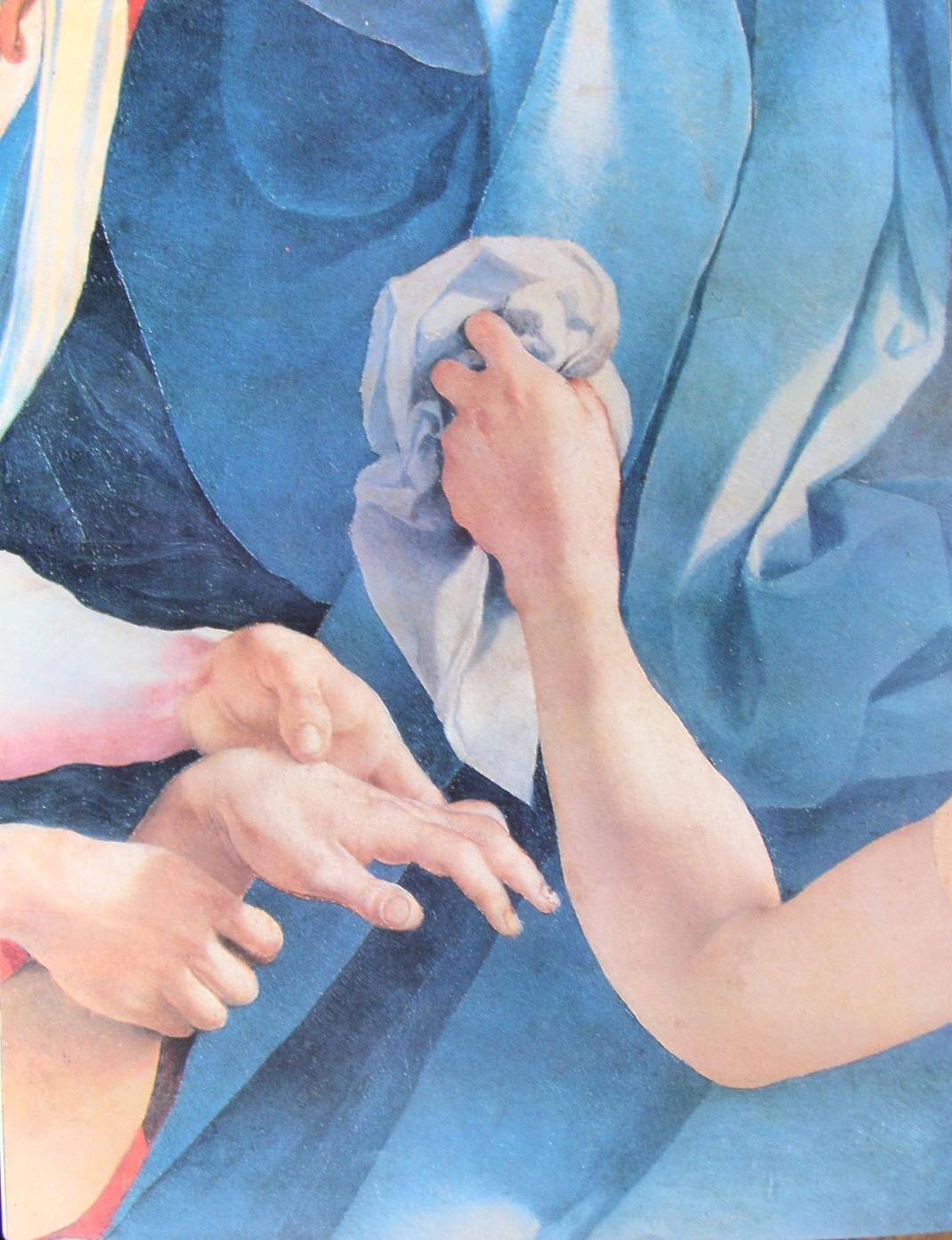
Le Lin pour les larmes de la Vierge

## Postérité
Le tableau fait partie du musée imaginaire de l'historien français Paul Veyne, qui le décrit dans son ouvrage justement intitulé Mon musée imaginaire.